# Michael Küchmeister von Sternberg

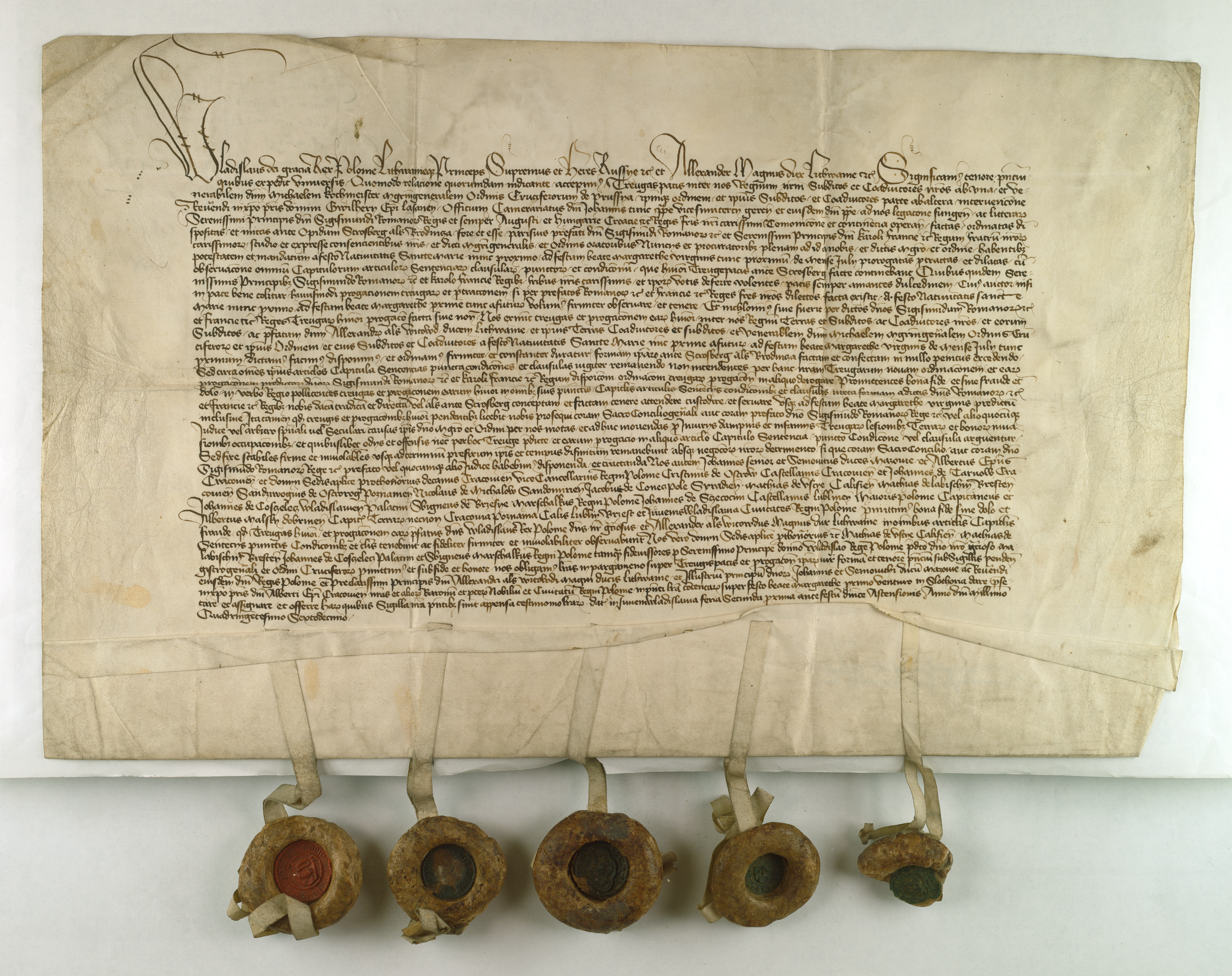
Król Władysław Jagiełło i wielki książę Witold (Aleksander) zobowiązują się zachować rozejm z wielkim mistrzem krzyżackim Michaelem Küchmeistrem, 1416, Archiwum Główne Akt Dawnych

Michael Küchmeister von Sternberg (ur. ok. 1360–1370, zm. 15 grudnia 1423 w Gdańsku) – 28. wielki mistrz zakonu krzyżackiego w latach 1414–1422.

## Życiorys
Po wstąpieniu w młodym wieku do zakonu krzyżackiego rozpoczął swą służbę w Baldze, skąd wychodziły wyprawy zakonnych rycerzy i ich gości na Litwę, następnie został komturem na zamku w Rhein (Ryn). W latach 1396–1402 był prokuratorem kętrzyńskim, w 1400 został także szafarzem elbląskim. Później w Królewcu sprawował urząd wielkiego szafarza. Od roku 1404 był wójtem Żmudzi, a od 1410 wójtem Nowej Marchii.
Po bitwie grunwaldzkiej próbował z wojskami zaciężnymi i własnymi wasalami odzyskać utracone przez zakon pozycje. Poniósł klęskę w bitwie pod Koronowem 10 października 1410, dostał się do niewoli i został osadzony na zamku w Chęcinach. Z Polski powrócił latem 1411, aby objąć urząd wielkiego marszałka i przewodniczyć delegacji krzyżackiej podczas sądu polubownego w Budzie w 1412, który potwierdził ustalenia pokoju toruńskiego 1411 roku. Niezadowolony z takiego obrotu sprawy wielki mistrz oskarżył go o nieprzestrzeganie wcześniej ustalonych z nim instrukcji. W wyniku klęski w bitwie pod Grunwaldem militarna i ekonomiczna potęga zakonu podupadła. Nastąpiła też przebudowa świadomości mieszkańców Prus. Nic więc dziwnego, że gdy wielki mistrz Henryk von Plauen dążył do wojny z Polską, zgromadzone wojsko krzyżackie (pruska szlachta i chłopi) we wrześniu 1413 roku pod Lidzbarkiem Welskim odmówiło walki z Polską.
Küchmeister odsunął od władzy von Plauena, a 9 stycznia 1414 roku został oficjalnie wybrany na urząd wielkiego mistrza krzyżackiego. Znacząco złagodził politykę wewnętrzną państwa zakonnego: przywrócił rady miejskie i na sądzie rycerskim w Bratianie pozwolił na powrót członków pruskiego Towarzystwa Jaszczurczego zwanego także Związkiem Jaszczurczym. Zobowiązał się także ukrócić nadużycia państwowych urzędników. Wobec ponownego konfliktu z Polską zwanego wojną głodową wysłał w 1414 rozpaczliwy list do antypapieża Jana XXIII, w którym błagał go o powstrzymanie polskiego króla Władysława Jagiełły. Dochody państwa zakonnego spadły z powodu zniszczeń wojennych. W 1416 przeprowadził reformę monetarną, wzmocnił współpracę ze stanami, ale nie poprawiło to trudnej sytuacji kraju. Jednocześnie, świadomy słabości militarnej zakonu, nakazał wycofanie sił do obronnych zamków i miast oraz utrudnianie polskiego pochodu poprzez niszczenie pól i młynów wodnych. Nadał prawo miejskie Sztumowi 21 września 1416 roku. Było to jedyne lokowane miasto za jego czasów. Z trudem spełniał wysokie wymagania i w marcu 1422 złożył rezygnację z urzędu wielkiego mistrza.
Zmarł w Gdańsku 15 grudnia 1423. Pochowany został w kaplicy św. Anny na zamku w Malborku.

## W kulturze
W serialu Korona królów. Jagiellonowie w postać Michaela Küchmeistera wcielił się Paweł Iwanicki.